# Miloš Lešikar
Miloš Lešikar (3. prosince 1922 Nepomuky – 11. května 2007) byl synodní kurátor Českobratrské církve evangelické. Byl rovněž dlouholetým kurátorem farního sboru ČCE v Lanškrouně.

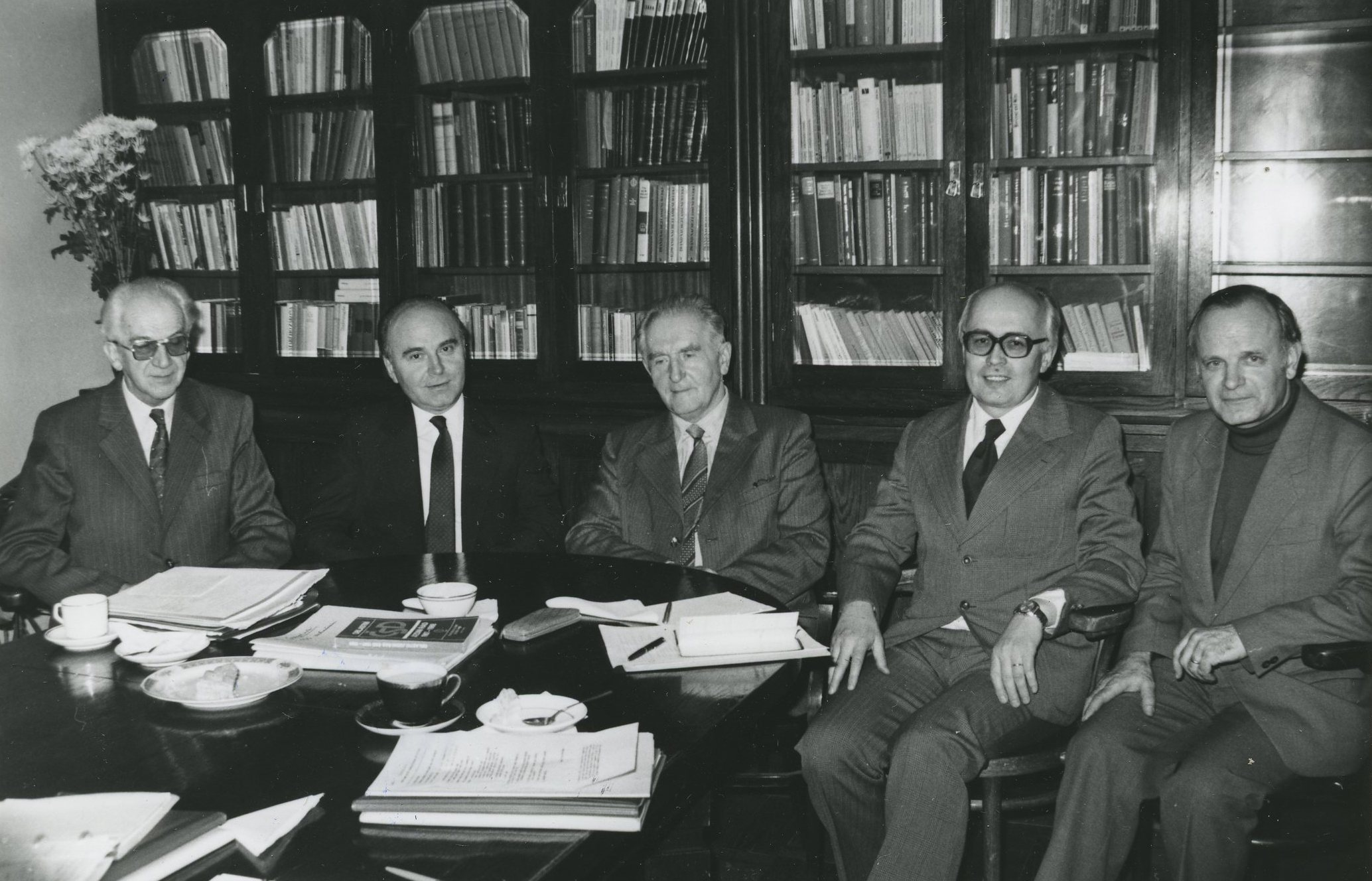
Synodní rada ČCE v roce 1987. Miloš Lešikar sedí uprostřed.

Pracoval v papírenském průmyslu.